# ヘルセー
ヘルセー（古代ギリシャ語: Ἕρση, Herse）は、ギリシア神話に登場する女神あるいは女性である。アッティカ方言以外ではヘルサー（古代ギリシャ語: Ἕρσα, Hersa）とも呼ばれる。その名は「露」を意味する。長音を省略してヘルセとも表記される。
- セレーネーの娘。
- ケクロプスの娘。
- ダナオスの妻。

といった同名の女性が数名いる。以下に説明する。

## セレーネーの娘
このヘルセーは、ゼウスとセレーネーの娘でパンディーア及びネメアの姉妹。エルセーとも呼ばれる。
木星の第50衛星ヘルセの名前の由来となっている。

## ケクロプスの娘

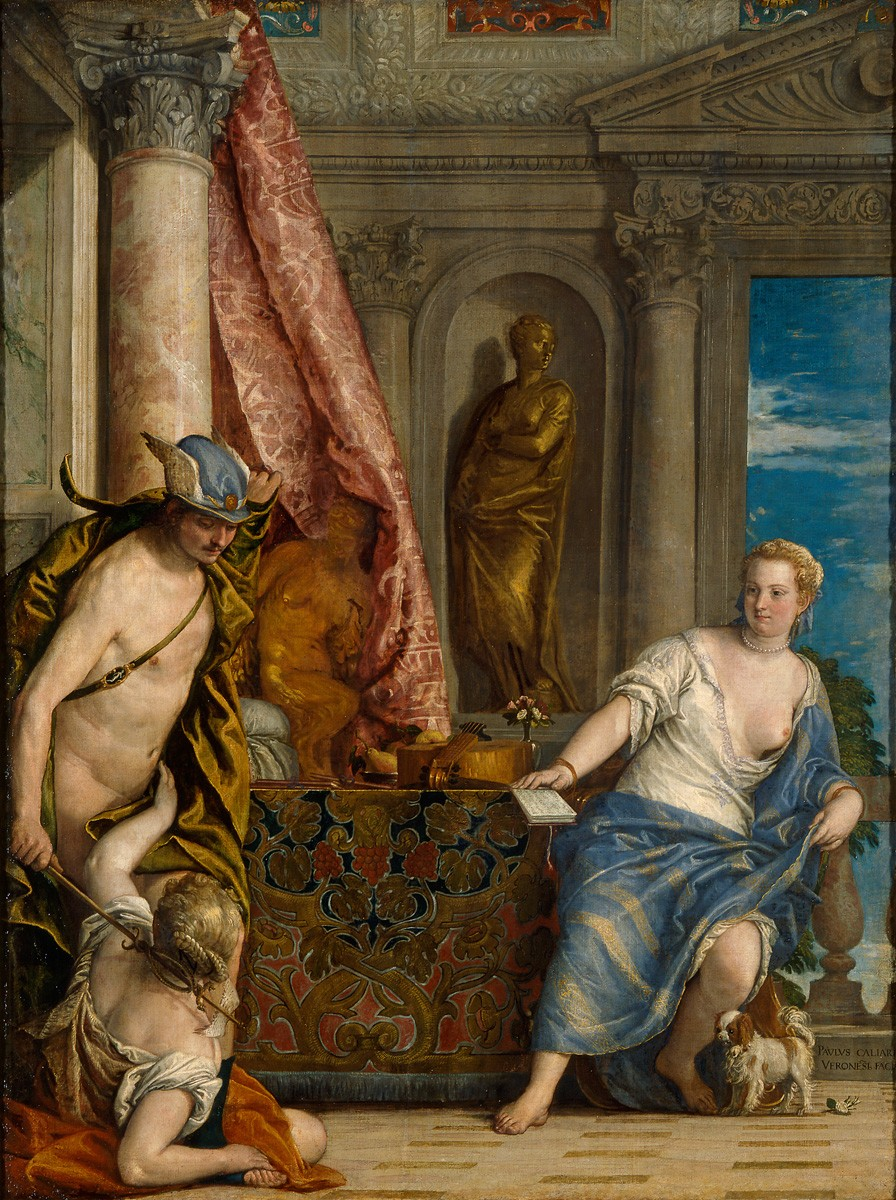
パオロ・ヴェロネーゼの絵画『ヘルメスとヘルセ、アグラウロス』。フィッツウィリアム美術館所蔵。

このヘルセーは、アテーナイ王ケクロプスの娘で、アグラウロスとパンドロソスの姉妹。アテーナーに預けられたエリクトニオスが入った箱を開けてしまったため、発狂させられ、姉妹たちと共に投身自殺した。ただし、ヘルセーは死なずにヘルメースとの間にケパロスをもうけたともいわれる。

## ダナオスの妻
このヘルセーは、ダナオスの妻の一人で、ダナオスとの間にヒッポディケー及びアディアンテーをもうけた。